# كنج
كنج أو غينج (بالكردية: Darahênê) بلدة كردية ومقر مديرية كنج في محافظة بينكل في تركيا، بلغ عدد سكانها 20,763 نسمة في عام 2021.

## السكان
بلغ عدد سكان مديرية كنج 35,208 نسمة في عام 2011 ويعيش 19,123 منهم في البلدة.